# The Murder Capital
The Murder Capital és un grup de música post-punk irlandès format l'any 2018 a Dublín.

## Biografia
El grup va començar a actuar el 2017 i l'any següent van crear el seu propi segell, Human Season Records, amb el qual van publicar els primers senzill de debut com "More or Less".
El 16 d'agost de 2019, The Murder Capital va publicar el primer àlbum d'estudi de debut, When I Have Fears, produït per Mark "Flood" Ellis i que va rebre un gran reconeixement de la crítica. A la tardor de 2019,el grup va realitzar una gira amb les entrades exhaurides pel Regne Unit i Europa per promocionar l'àlbum.
L'abril de 2023 van actuar al 22è Festival de Música i Arts de Coachella Valley.

## Estil musical
El grup s'ha comparat activament amb diverses bandes de post-punk sorgides al Regne Unit a finals de la dècada de 2010, com són Idles, Soft Play (abans coneguts com Slaves), Shame o el també irlandès Fontaines D.C., principalment com a resultat de les gires fetes amb aquestes bandes.
damien Morris. del The Guardian, va descriure la banda com «que es va tornar als tatuatges de bateria de Joy Division, entrellaçats amb els baixos creixents i trencadors. El truc silenciós-fort-silenciós dels Pixies hi és, igual que amb Shame i Savages, mentre que PJ Harvey i les Bad Seeds infesten pistes com "Green and Blue".»

## Discografia

### Àlbums
- 2019. When I Have Fears (#2 a Irlanda i #18 al Regne Unit)[7][8]
- 2023. Gigi's Recovery (#1 a Irlanda i #16 al Regne Unit)[9]

### Senzills
- 2019. Feeling Fades[10]
- 2019. Green & Blue[11]
- 2019. Don't Cling to Life[12]
- 2019. More Is Less[13]
- 2022. Only Good Things[14]
- 2022. A Thousand Lives[15]
- 2022. Ethel[16]
- 2023. Return My Head[17]